# (34411) 2000 RR96
2000 أر أر 96 (ويعرف أيضًا باسم (34411) 2000 أر أر 96 وفق تسمية الكوكب الصغير) (بالإنجليزية: 2000 RR96)‏ هو كويكب ضمن حزام الكويكبات؛ وترتيبه 34411 من حيث الاكتشاف.
اكتُشف هذا الجُرم الفلكي بواسطة مرصد لويل للبحث عن الأجرام القريبة من الأرض في 4 سبتمبر 2000.

## وصلات خارجية
- (34411) 2000 RR96 في قاعدة بيانات مختبر الدفع النفاث لأجرام النظام الشمسي الصغيرة

- الاكتشاف · مخطط المدار ·  العناصر المدارية · المعلمات المادية

- (34411) 2000 RR96 على موقع ويكي سكاي: DSS2, SDSS, GALEX, IRAS, Hydrogen α, X-Ray, Astrophoto, Sky Map, Articles and images